# TOSLINK
TOSLINK (TOShiba LINK) és un estàndard de connexió de fibra òptica creat per Toshiba el 1983, que es basa en la utilització de senyals òptics en comptes de senyals elèctrics. S'utilitza generalment per la interconnexió d'equips d'àudio, tot i que admet diferents formats de dades i físics.
Originalment es va crear per a la connexió entre els reproductors de CD i els receptors de senyals PCM. Tothom el va començar a utilitzar i ràpidament es va adoptar amb l'estàndard S/PDIF com a estàndard universal de connexió òptica digital. Amb aquest estàndard s'admet fins a 48 kHz i 20 bits (en PCM, Dolby Digital i DTS) però en els nous sistemes d'àudio multicanal (Dolby True HD, DTS HD i DSD) ja no té aquestes limitacions.
Depèn de l'ús, es fa servir diferents tipus de fibra òptica, des de cables d'1mm de diàmetre fins a cables més grans, i multifilars. En tots els casos es limiten a unes distàncies de 5 o 10 metres com a molt.
Aquest sistema de connexió també s'utilitza per a l'estàndard ADAT, que admet fins a 8 canals en un sol cable òptic.

## Funcionament
El funcionament del sistema TOSLINK es basa en el fotoacoblador, però separant l'emissor i el receptor i a través de fibra òptica (a vegades també se l'anomena fotoacoblador de llargues distàncies). Es basa en un díode LED que genera llum i un fototransistor que la rep i la torna a transformar en senyal elèctric.
Transmissor:
- Necessita un circuit per regular el corrent del LED per posar-lo en ON o en OFF.

Receptor:
- Rep la llum amb un fotoreceptor i amplifica la forma d'ona. Conté un ATC que ajusta el voltatge de referència per si canvien les condicions del cable (llargada, posició…), atenuant les distorsions que poden aparèixer.

## Tipus i Usos
- Ceràmic: els sistemes de recepció i emissió estan muntats en una peça de ceràmica segellada amb metall. Per a sistemes en els quals es necessiti alts nivells de fiabililitat.
- Alta Velocitat: Accepten connectors SMI i PN. Està dissenyat per a transmissió bidireccional en sistemes per a la llar.
- Connexió Òptica Sense Fibra: Dissenyats per a transmissions de dades d'alta velocitat, però sense cablejat. Es fan servir uns Circuits Integrats de transmissió que incorporen uns LED's i uns altres que reben el senyal i el transformen.
- Mòduls òptics per a Àudio Digital: Aquest és el més utilitzat, sobretot en equipaments de so domèstic (CD, MD, DVD…). Hi ha diferents mides segons la utilitat.

## Avantatges
- El soroll electromagnètic no afecta a la transmissió.
- No radia soroll electromagnètic.
- Fàcil de muntar i de connectar.

## Precaucions a tenir en compte

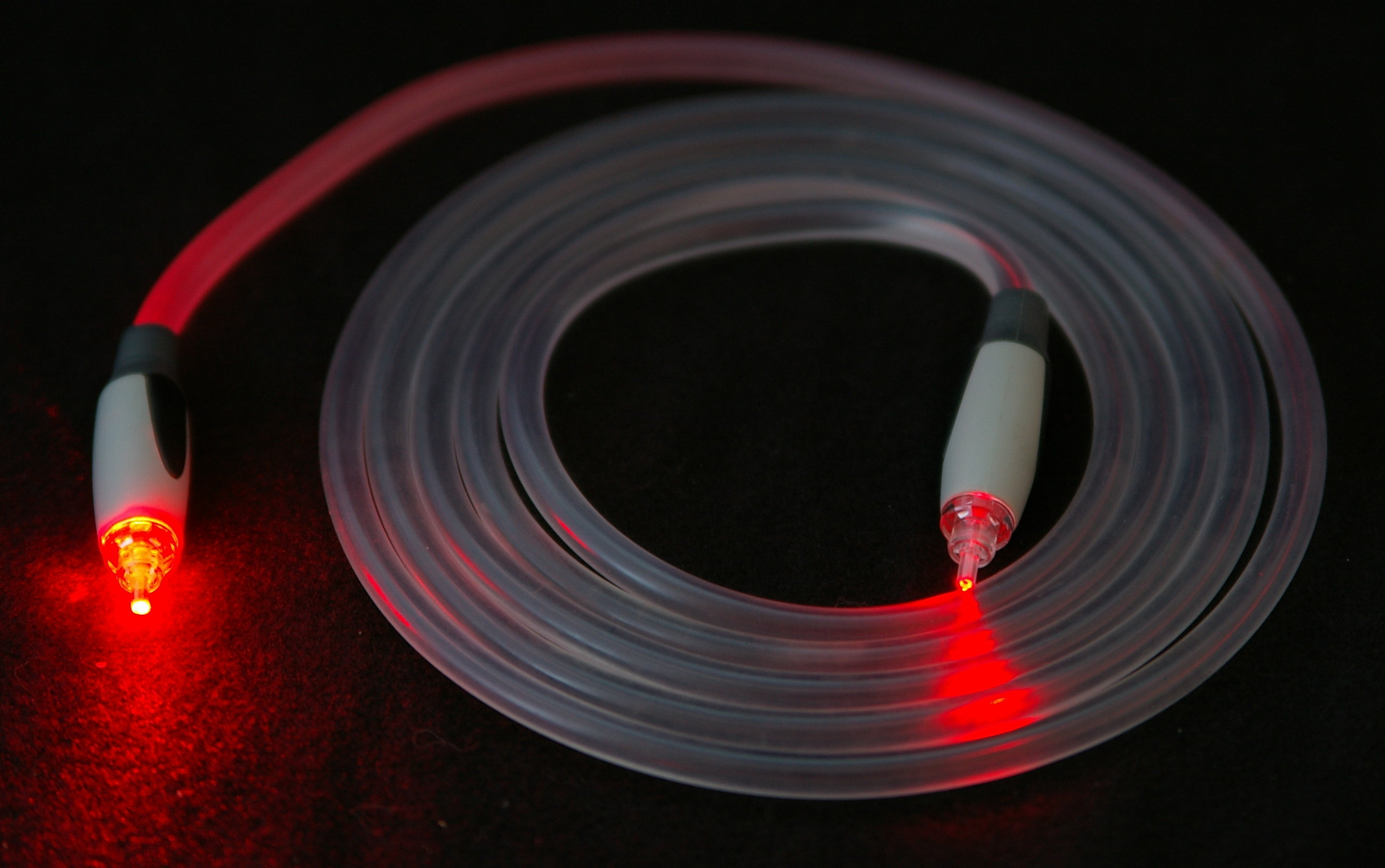
El cable TOSLINK il·luminat d'una punta

- Vigilar els LED's que s'utilitzen, en teoria són fets per durar moltíssims anys, però molts van perdent lluminositat amb el temps.
- Quan se solden els components, s'ha de vigilar de no embrutar a l'emissor ni el receptor de llum.
- Es recomana soldar a mà els components, perquè els sistemes de neteja post-soldat poden espatllar-los.
- Vigilar de connectar bé a terra per evitar sorolls, ja que aquest sistema normalment s'utilitza per a disminuir sorolls.
- Si no s'utilitza el sistema, s'ha de tapar amb la coberta que inclou per a protegir-lo.